# Convent del Sagrat Cor de Jesús (Agullent)
El convent del Sagrat Cor de Jesús, també conegut com el convent de Sant Jacint i de les Caputxines és un convent situat al carrer de Joaquím Pons, al municipi d'Agullent, a la comarca valenciana de la Vall d'Albaida. És Bé de Rellevància Local.

## Història
El convent va ser edificat per la comunitat dels dominics en l'any 1585, sota el nom de Convent de Sant Jacint. Després de la desamortització va ser ocupat per monges caputxines, les quals el van canviar de nom a Convent del Sagrat Cor de Jesús. Durant la Guerra Civil l'edifici va ser utilitzat com a asil de refugiats. El 1971 es va recuperar la denominació inicial a causa de l'adquisició de la regència del convent per la comunitat de Justinians, qui van viure en el convent en règim de clausura. El 1994 es va restaurar la façana principal.
A l'octubre de 2012 es va tancar el convent, amb el trasllat de les tres monges que encara hi restaven.

## Descripció
El convent inclou un pati central, un hort i una sèrie de dependències relacionades amb les activitats quotidianes de la comunitat que l'habita. L'edifici és d'estil colonial i de decoració renaixentista.
La façana és compacta i senzilla, com és habitual en aquesta mena de construccions conventuals, i guarda la privacitat dels monjos. Destaca en ella el contrast entre els seus murs llisos i les cantonades i rematades de portes i finestres realitzats en maons. Aquest contrast és pràcticament l'única decoració exterior de l'edifici. Sobre la porta principal hi ha un panell ceràmic devocional, i un altre sobre la porta de la capella. La façana està rematada per una espadanya de maó a la banda esquerra, amb dues obertures per sengles campanes i coronada amb una creu de ferro.
Hi ha també una capella dedicada a la Mare de Déu del Roser i un conjunt de rellotges de sol al claustre.
Quant a l'interior, hi destaquen les pintures de Josep Renau, pare del cèlebre cartellista valencià.